# Psicrófilo

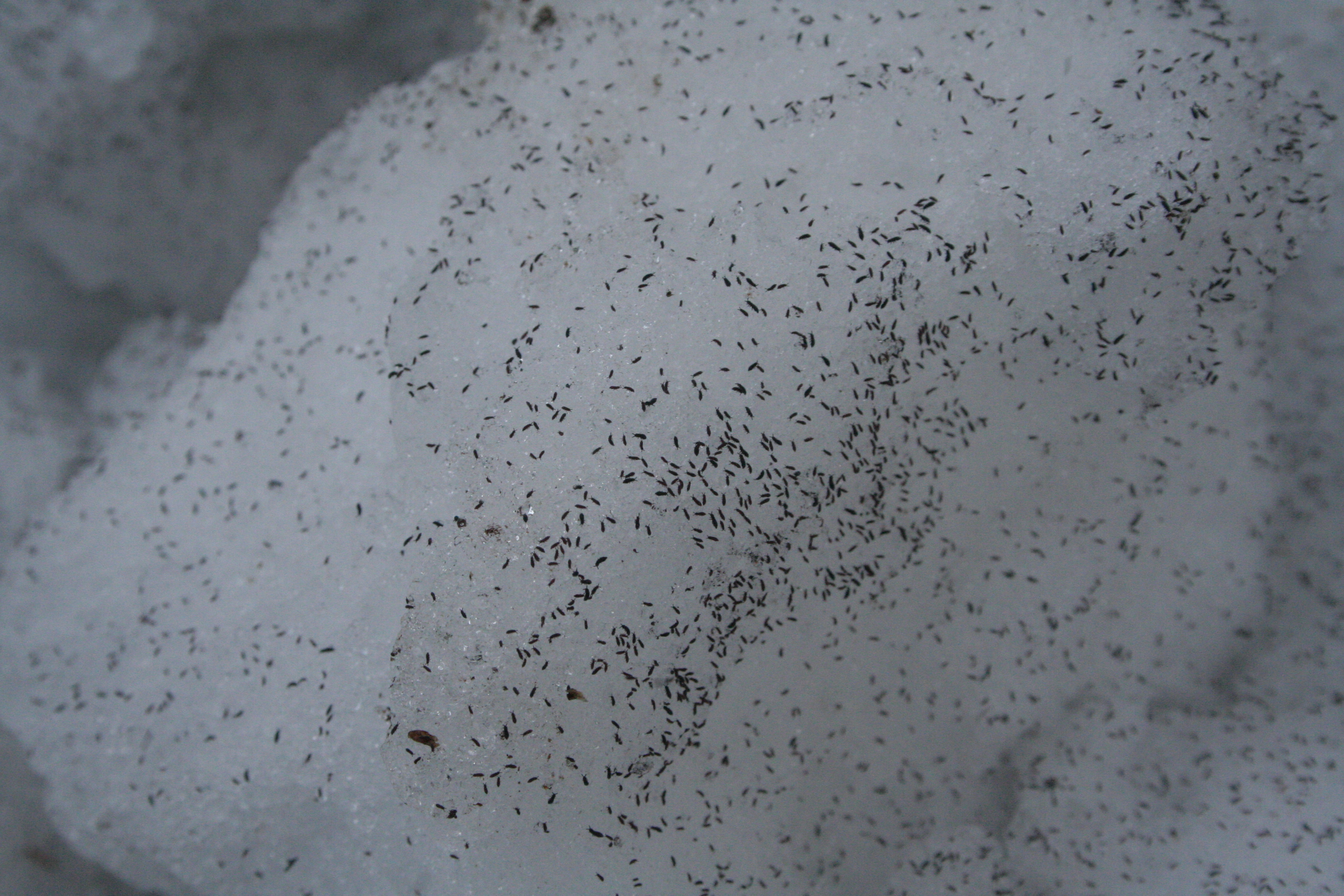
Población de pulgas de las nieves en un bosque cerca de Munich.

Se denomina psicrófilos (palabra compuesta de las griegas ψυχρος [psyjros] ‘frío’, y φιλíα [filía] ‘afecto’, ‘amor’; es decir ‘amantes del frío’) a los organismos capaces de vivir a temperaturas por debajo de los 5 °C. A veces se llaman criófilos (amantes del hielo) o psicrótrofos (crecen en el frío), y científicos no están de acuerdo sobre exactamente cómo difieren estos términos.  En su mayor parte, sin embargo, sus temperaturas mínimas de desarrollo van de −5 a +5 °C, sus temperaturas óptimas de desarrollo se encuentran entre 12 y 15 °C y sus temperaturas de desarrollo máximas son de 15 a 20 °C.
Hay dos tipos de psicrófilos:
1. Psicrófilos obligados. Su temperatura óptima está en torno a los 15-18 °C, aunque viven perfectamente a cero grados e incluso a temperaturas más bajas; un ejemplo es Methanogenium frigidum, una arquea metanógena que vive en las aguas de la Antártida; su temperatura óptima es de 15 °C y no sobrevive por encima de 18 °C.[2] Hay algunos cuya temperatura óptima es aún más baja, los psicrófilos extremos; un ejemplo es un Polaromonas vacuolata, que vive en las aguas de la Antártida; su temperatura óptima es de 4 °C y no sobrevive por encima de 14 °C.
2. Psicrófilos facultativos. Como su nombre indica, tienen la facultad de resistir el frío, pero su temperatura óptima es más alta, en torno a los 20-30 °C.[3] Estos organismos son los culpables de que los alimentos se estropeen en los frigoríficos.